# Rostyn González
Pour les articles homonymes, voir González.
Rostyn González, né le 14 février 1964, à Miranda, au Venezuela, est un ancien joueur vénézuélien de basket-ball. Il évolue durant sa carrière au poste d'ailier.

## Palmarès
- Finaliste du championnat des Amériques 1992